# Championnat de France FFSA GT 2016
Navigation
2015 2017
Le Championnat de France FFSA GT 2016 est la 20e édition de ce championnat, disputé dans le cadre du GT Tour qui se déroule du 27 mars au 30 octobre 2016.

## Repères de débuts de saison
Alors que le championnat 2015 avait deux courses de 90 minutes par épreuve, le format 2016 est désormais constitué d'une course sprint de 90 minutes et d'une course endurance d'une durée de 2 heures et 30 minutes.
La saison 2016 voit également l'apparition des LMP3 aux côtés des habituelles GT3.

## Engagés
Huit équipages prennent part à la première manche de la saison sur le Circuit Paul Armagnac à Nogaro, quatre en prototypes et quatre autres en GT.
| Équipe                    | Voiture                | No. | Pilote               | Cat. | Manches |
| ------------------------- | ---------------------- | --- | -------------------- | ---- | ------- |
| Team Duqueine Engineering | Ferrari 458 Italia GT3 | 5   | Christian Bottemanne | GT   | toutes  |
| Team Duqueine Engineering | Ferrari 458 Italia GT3 | 5   | Christophe Hamon     | GT   | toutes  |
| Team Duqueine Engineering | Ferrari 458 Italia GT3 | 5   | Lonni Martins        | GT   | toutes  |
| Team Duqueine Engineering | Ligier JS P3           | 35  | Gilles Duqueine      | P    | toutes  |
| Team Duqueine Engineering | Ligier JS P3           | 35  | Aurélien Comte       | P    | toutes  |
| Team Duqueine Engineering | Ligier JS P3           | 35  | Nelson Panciatici    | P    | toutes  |
| Team Duqueine Engineering | Ligier JS P3           | 36  | Valentin Simonet     | P    | toutes  |
| Team Duqueine Engineering | Ligier JS P3           | 36  | Pierre Sancinéna     | P    | toutes  |
| Team Duqueine Engineering | Ligier JS P3           | 36  | Sébastien Dumez      | P    | toutes  |
| CMR by Sport Garage       | Ferrari 458 Italia GT3 | 7   | Eric Mouez           | GT   | toutes  |
| CMR by Sport Garage       | Ferrari 458 Italia GT3 | 7   | Sylvain Debs         | GT   | toutes  |
| CMR by Sport Garage       | Ferrari 458 Italia GT3 | 7   | David Loger          | GT   | toutes  |
| CMR by Sport Garage       | Ferrari 458 Italia GT3 | 9   | Nicolas Tardif       | GT   | toutes  |
| CMR by Sport Garage       | Ferrari 458 Italia GT3 | 9   | Laurent Pasquali     | GT   | toutes  |
| CMR by Sport Garage       | Ferrari 458 Italia GT3 | 9   | Soheil Ayari         | GT   | toutes  |
| CMR by Sport Garage       | Ferrari 458 Italia GT3 | 30  | Romain Brandela      | GT   | toutes  |
| CMR by Sport Garage       | Ferrari 458 Italia GT3 | 30  | Paul Lamic           | GT   | toutes  |
| CMR by Sport Garage       | Ferrari 458 Italia GT3 | 30  | Arno Santamato       | GT   | toutes  |
| StrategiC                 | Ferrari 458 Italia GT3 | 17  | Nicolas Misslin      | GT   | toutes  |
| StrategiC                 | Ferrari 458 Italia GT3 | 17  | Benjamin Lariche     | GT   | toutes  |
| StrategiC                 | Ferrari 458 Italia GT3 | 17  | Sacha Bottemanne     | GT   | toutes  |
| OAK Racing                | Ligier JS P3           | 31  | Claude Degremont     | P    | toutes  |
| OAK Racing                | Ligier JS P3           | 31  | Tony Samon           | P    | toutes  |
| OAK Racing                | Ligier JS P3           | 31  | Tristan Gommendy     | P    | toutes  |
| OAK Racing                | Ligier JS P3           | 32  | Philippe Haezebrouck | P    | toutes  |
| OAK Racing                | Ligier JS P3           | 32  | Antonin Borga        | P    | toutes  |
| OAK Racing                | Ligier JS P3           | 32  | Vincent Beltoise     | P    | toutes  |

| Icône | Catégorie                        |
| ----- | -------------------------------- |
| GT    | Championnat de France GT         |
| P     | Championnat de France Prototypes |

## Calendrier
Durant le déroulement du calendrier avec un trop faible nombre de concurrents lors de la première manche de Nogaro, les épreuves de Lédenon, Magny-Cours, Le Mans, Imola (Italie) et du Castellet initialement prévues, sont annulées.
| Manche | Manche | Date    | Meeting                           | Circuit               | Lieu   | Pays/Région           |
| ------ | ------ | ------- | --------------------------------- | --------------------- | ------ | --------------------- |
| 1      | C1     | 27 mars | GT Tour Nogaro / Coupes de Pâques | Circuit Paul Armagnac | Nogaro | Midi-Pyrénées, France |
| 1      | C2     | 28 mars | GT Tour Nogaro / Coupes de Pâques | Circuit Paul Armagnac | Nogaro | Midi-Pyrénées, France |

## Résumé

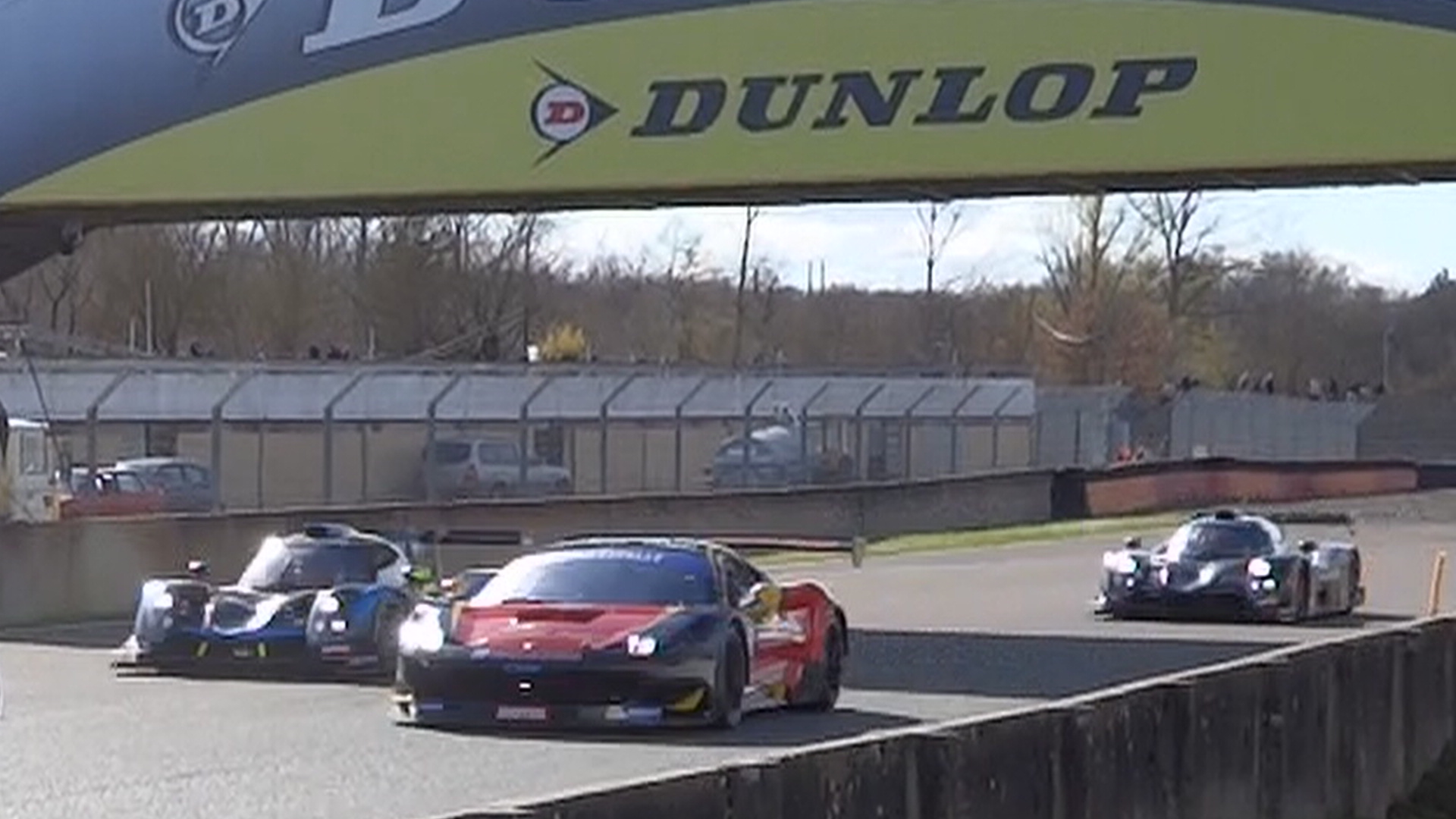
Deux Ligier et une Ferrari à Nogaro.

La saison débute fin mars sur le Circuit Paul Armagnac à Nogaro dans le Gers. Avec seulement huit engagés, la suite de la saison semble compromise.
La seconde manche prévue à Lédenon est maintenue mais est disputée en l'absence des GT3 et LMP3.
À la suite de cette manche tronquée, Oreca, le promoteur du championnat, annonce l'annulation des Championnats de France FFSA GT et Prototypes, qui n'aura vu qu'une seule manche en 2016.

## Résultats
Les équipages écrits en Gras indiquent une victoire au classement général.
| Manches | Manches | Épreuve | Vainqueurs catégorie GT3                     | Vainqueurs catégorie LMP3                         |
| ------- | ------- | ------- | -------------------------------------------- | ------------------------------------------------- |
| 1       | C1      | Nogaro  | No. 9 CMR by Sport Garage                    | No. 36 Team Duqueine Engineering                  |
| 1       | C1      | Nogaro  | Nicolas Tardif Laurent Pasquali Soheil Ayari | Valentin Simonet Pierre Sancinéna Sébastien Dumez |
| 1       | C2      | Nogaro  | No. 30 CMR by Sport Garage                   | No. 36 Team Duqueine Engineering                  |
| 1       | C2      | Nogaro  | Romain Brandela Paul Lamic Arno Santamato    | Valentin Simonet Pierre Sancinéna Sébastien Dumez |

## Classement

### LMP3
Logiquement, Valentin Simonet, Pierre Sancinena et Sébastien Dumez, vainqueurs des deux courses du championnat, remportent le titre.

### GT
Laurent Pasquali, Nicolas Tardif et Soheil Ayari s'adjugent le Championnat de France FFSA GT 2016.